# Max Abegglen

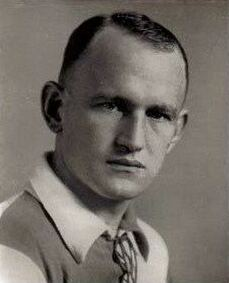
Abegglen im Trikot von Grasshopper Club Zürich

Max «Xam» Abegglen (* 11. April 1902 in Neuenburg NE; † 25. August 1970 in Zermatt) war ein Schweizer Fussballspieler.
Abegglen galt in den 1920er und 1930er als Top-Spieler in Europa. Kaum jemand konnte die Position des Läufers besser erfüllen als er. Mit insgesamt 32 Toren für die Nationalmannschaft ist er noch heute der dritterfolgreichste Torschütze der Schweizer Nationalmannschaft (Alexander Frei führt diese Liste mit 42 Toren an). André «Trello» Abegglen, der sieben Jahre jüngere Bruder von Max, war ebenfalls ein sehr erfolgreicher Schweizer Nationalspieler.

## Die Vereinskarriere
- 1918–1919: FC Cantonal Neuchâtel
- 1919–1923: Lausanne-Sports
- 1923–1942: Grasshopper Club Zürich

Seine Karriere begann Max Abegglen 1918 beim FC Cantonal Neuchâtel. Am Ende der Saison wechselte er dann zu Lausanne-Sports. Er blieb bis zur Saison 1923 in Lausanne, ehe er zu den Grasshoppers wechselte. Mit dem GCZ wurde er sechsfacher Schweizer Meister und fünfmal Schweizer Cupsieger. Abegglen ist im Namen des Fussballvereins Neuchâtel Xamax verewigt, dessen Mitbegründer der erst zehnjährige Abegglen im Jahr 1912 war. Das Palindrom Xamax geht auf seinen Spitznamen Xam zurück.

## Der Nationalspieler
Zwischen November 1922 und Mai 1937 gehörte Abegglen dem Kader der Schweizer Fussballnationalmannschaft an. Schon in seinem ersten Länderspiel 1922 gegen die Niederlande gelangen ihm drei Tore. In 68 Länderspielen erzielte er insgesamt 32 Tore.
Den grössten Erfolg mit der Schweizer Mannschaft feierte er 1924 bei den Olympischen Sommerspielen in Paris, als das Team die Silbermedaille im olympischen Fussballturnier gewann. Im Turnierverlauf erzielte er sechs Tore und ist damit der beste Schweizer Torschütze bei Olympischen Spielen.
- Debüt: November 1922 Schweiz – Niederlande 5:0 (dabei erzielte er drei Tore)
- Abschied: Mai 1937
- Statistik: 68 Spiele – 32 Tore

## Trainer

Abbegglen (Erster von rechts) als Trainer des FC Töss 1928

Xam Abbegglen war von 1925 bis 1933 während acht Jahren Trainer des Winterthurer Quartiervereins FC Töss, der damals in der zweitklassigen Serie Promotion spielte. Als es mit den Leistungen des Teams in den letzten Jahren abwärts ging, trat er von diesem Amt zurück.

## Erfolge
- 1 × Silbermedaille mit der Schweiz an den Olympischen Sommerspielen 1924
- 6 × Schweizer Meister mit GC 1927, 1928, 1931, 1937, 1939 und 1942
- 5 × Schweizer Cupsieger mit GC 1926, 1927, 1932, 1937 und 1940